# Metalimnobia (Metalimnobia) improvisa
Metalimnobia (Metalimnobia) improvisa is een tweevleugelige uit de familie steltmuggen (Limoniidae). De soort komt voor in het Palearctisch gebied.